# Élections générales saskatchewanaises de 1921
L'élection générale saskatchewanaise de 1921 se déroule le 9 juin 1921 afin d'élire les députés de l'Assemblée législative de la Saskatchewan. Il s'agit de la 5e élection générale en Saskatchewan depuis la création de cette province du Canada en 1905.

## Résultats
| Parti                                | Parti                        | Chef                         | # de candidats | Sièges | Sièges | Sièges   | Voix        | Voix        | Voix     |
| Parti                                | Parti                        | Chef                         | # de candidats | 1917   | Élus   | % Diff.  | #           | %           | % Diff.  |
| ------------------------------------ | ---------------------------- | ---------------------------- | -------------- | ------ | ------ | -------- | ----------- | ----------- | -------- |
|                                      | Libéral                      |                              | 60             | 51     | 46     | -11,77 % | 92 983      | 51,39 %     | -5,29 %  |
|                                      | Indépendant                  | Indépendant                  | 35             | 1      | 7      | +600 %   | 46 556      | 25,73 %     | +23,37 % |
|                                      | Progressiste                 |                              | 7              | *      | 6      | *        | 13 613      | 7,52 %      | *        |
|                                      | Conservateur                 |                              | 4              | 7      | 2      | -71,4 %  | 7 133       | 3,94 %      | -32,36 % |
|                                      | Conservateur indépendant     | Conservateur indépendant     | 3              | *      | 1      | *        | 6 295       | 3,48 %      | *        |
|                                      | Indépendant pro-gouvernement | Indépendant pro-gouvernement | 1              | *      | 1      | *        | acclamation | acclamation | *        |
|                                      | Travailliste                 |                              | 3              | -      | -      | -        | 6 034       | 3,34 %      | +2,55 %  |
|                                      | Non-Partisan League          |                              | 3              | -      | -      | -        | 3 735       | 2,06 %      | -1,81 %  |
|                                      | Travailliste indépendant     | Travailliste indépendant     | 1              | *      | -      | *        | 1 690       | 0,93 %      | *        |
|                                      | Gouvernement                 |                              | 1              | *      | -      | *        | 1 510       | 0,84 %      | *        |
|                                      | Non-Partisan indépendant     | Non-Partisan indépendant     | 1              | *      | -      | *        | 1 500       | 0,77 %      | *        |
| Total                                | Total                        | Total                        | 119            | 59     | 63     | +6,8 %   | 180 949     | 100 %       |          |
| Source : (en) Elections Saskatchewan |                              |                              |                |        |        |          |             |             |          |

 Note :
* N'a pas présenté de candidats lors de l'élection précédente.